# Moscheea Üç Șerefeli
Moscheea Üç Șerefeli (în limba turcă Üç Șerefeli Camii) este o moschee din Edirne, Turcia. Este unul dintre principalele locuri de rugăciune din oraș, alături de moscheile Selimiye și Eski. Numele edificiului se traduce ca Moscheea Cu Trei Balcoane, o referire la minaretul cel mai înalt.

## Istorie și arhitectură
Construcția moscheii a început în anul 1438 din ordinul sultanului Murad al II-lea (1421-1444;1446-1451), Edirne fiind din jurul anilor 1363-1369 reședință a sultanilor otomani și centru al imperiului. Unele surse îl indică drept ctitor al moscheii pe prințul Musa, fiul sultanului Baiazid I, ce ar fi comandat construcția în anul 1410. Cert este că a fost finalizată în anul 1447, în timpul lui Murad al II-lea. În ceea ce privește arhitectura, edificiul prezintă similitudini cu Moscheea Yeșil din Bursa, dar și cu Moschee Muradiye din Edirne. Moscheea are un dom central cu un diametru de 24 de metri, fiind cel mai mare din imperiu la acel moment. Minaretul de pe colțul sud-vestic al moscheii este cel mai înalt dintre cele 4 și are 67 de metri și 3 balcoane. Datorită acestui fapt, moscheea e numită Üç Șerefeli (Trei Balcoane). Trei dintre cele patru minarete, inclusiv minaretul cel mai înalt, sunt decorate cu diferite modele geometrice. În apropiere de moschee se află și medresa Saatli. În anul 1732 și în 1748, moscheea a fost avariată de un incendiu și apoi de un cutremur, fiind ulterior, renovată în timpul sultanului Mahmud al II-lea (1808-1839).

## Fotogalerie

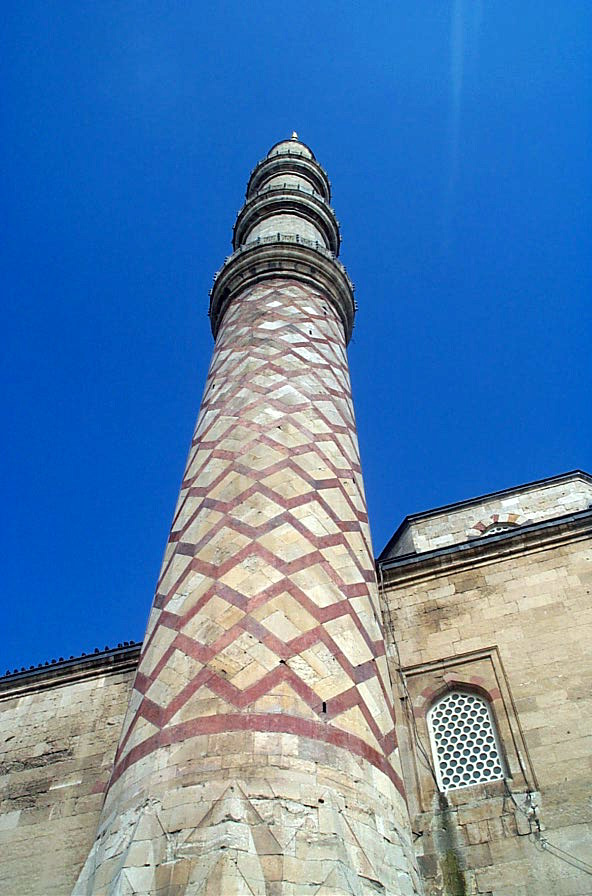
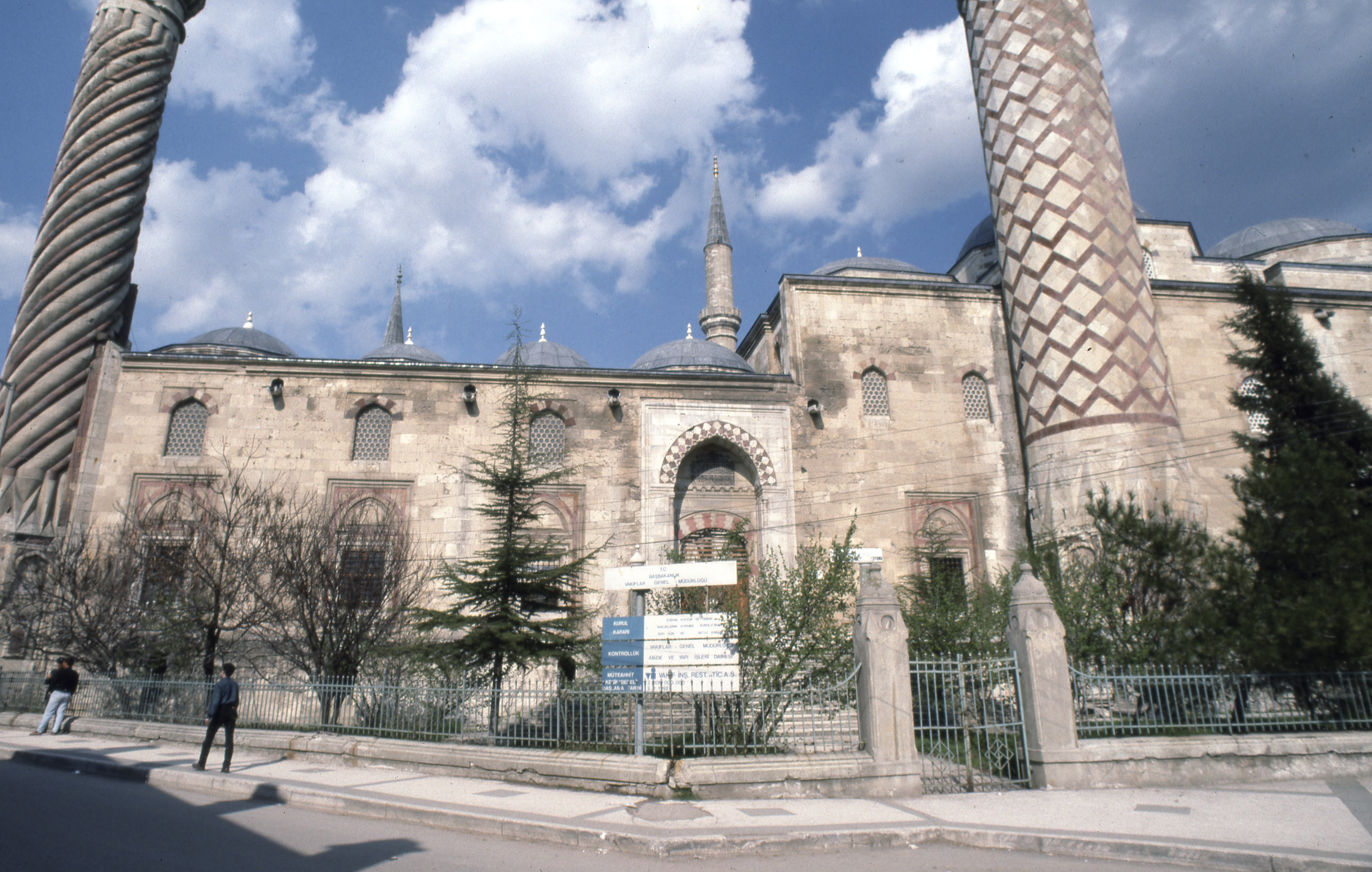
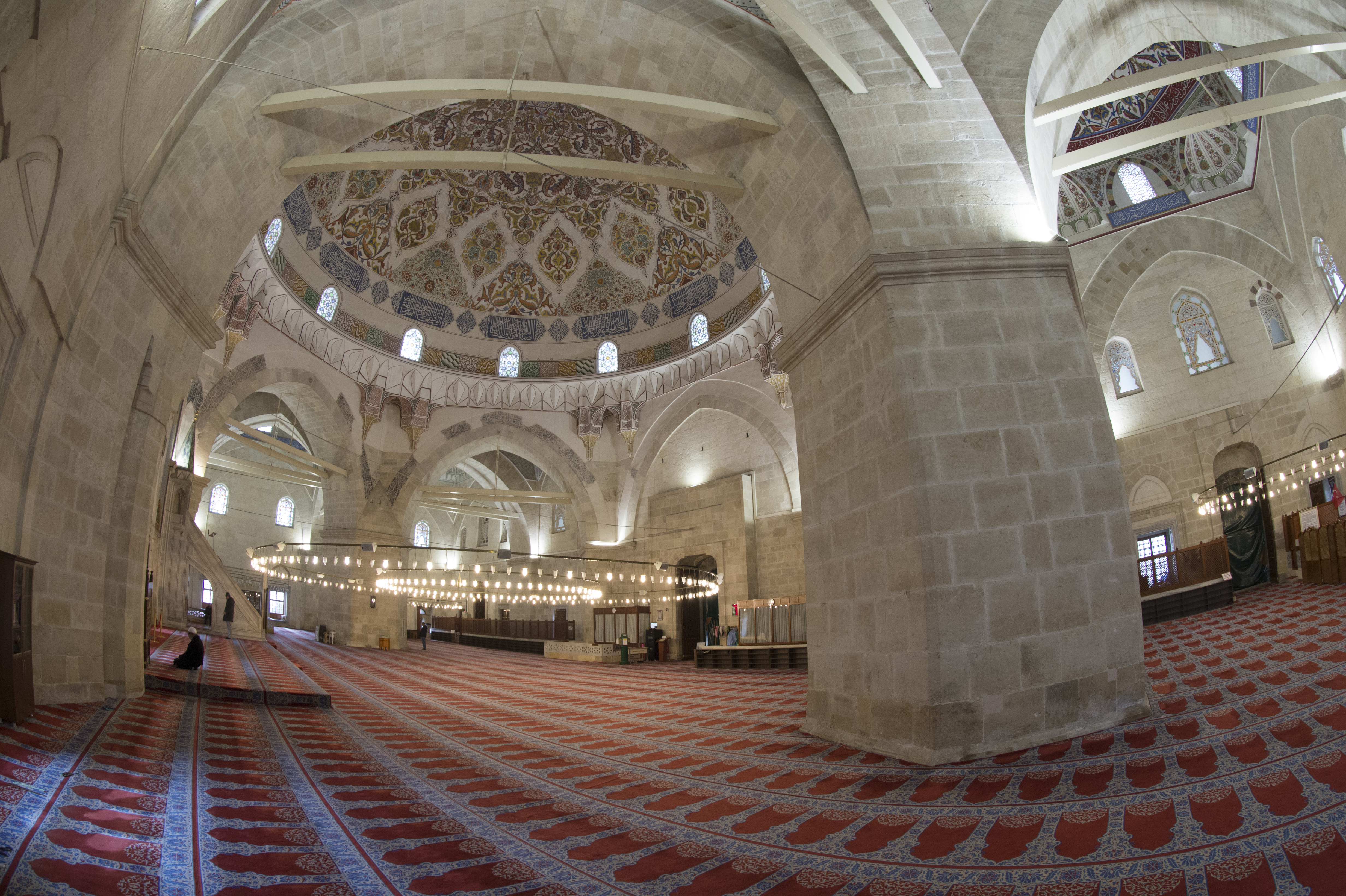
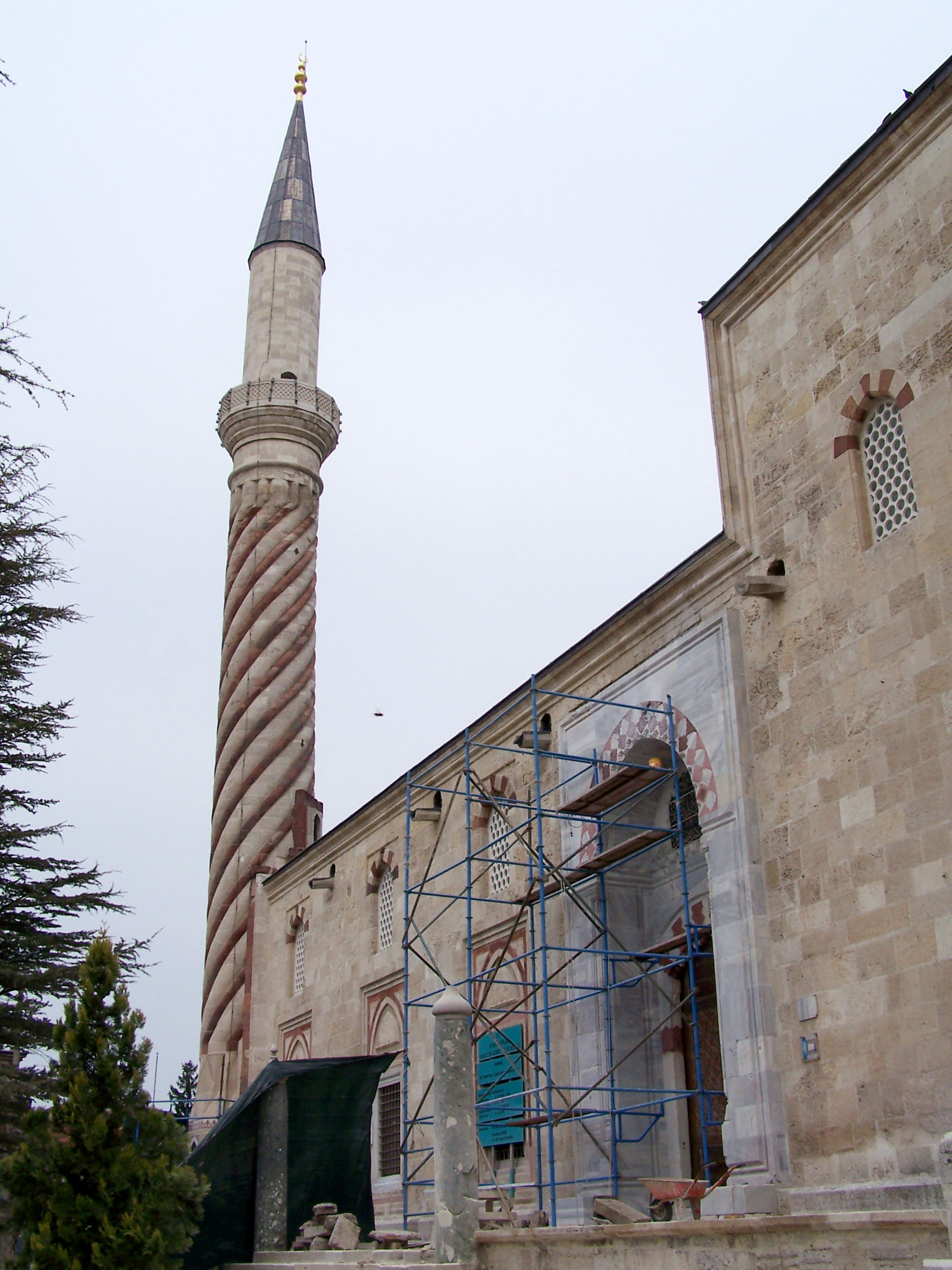
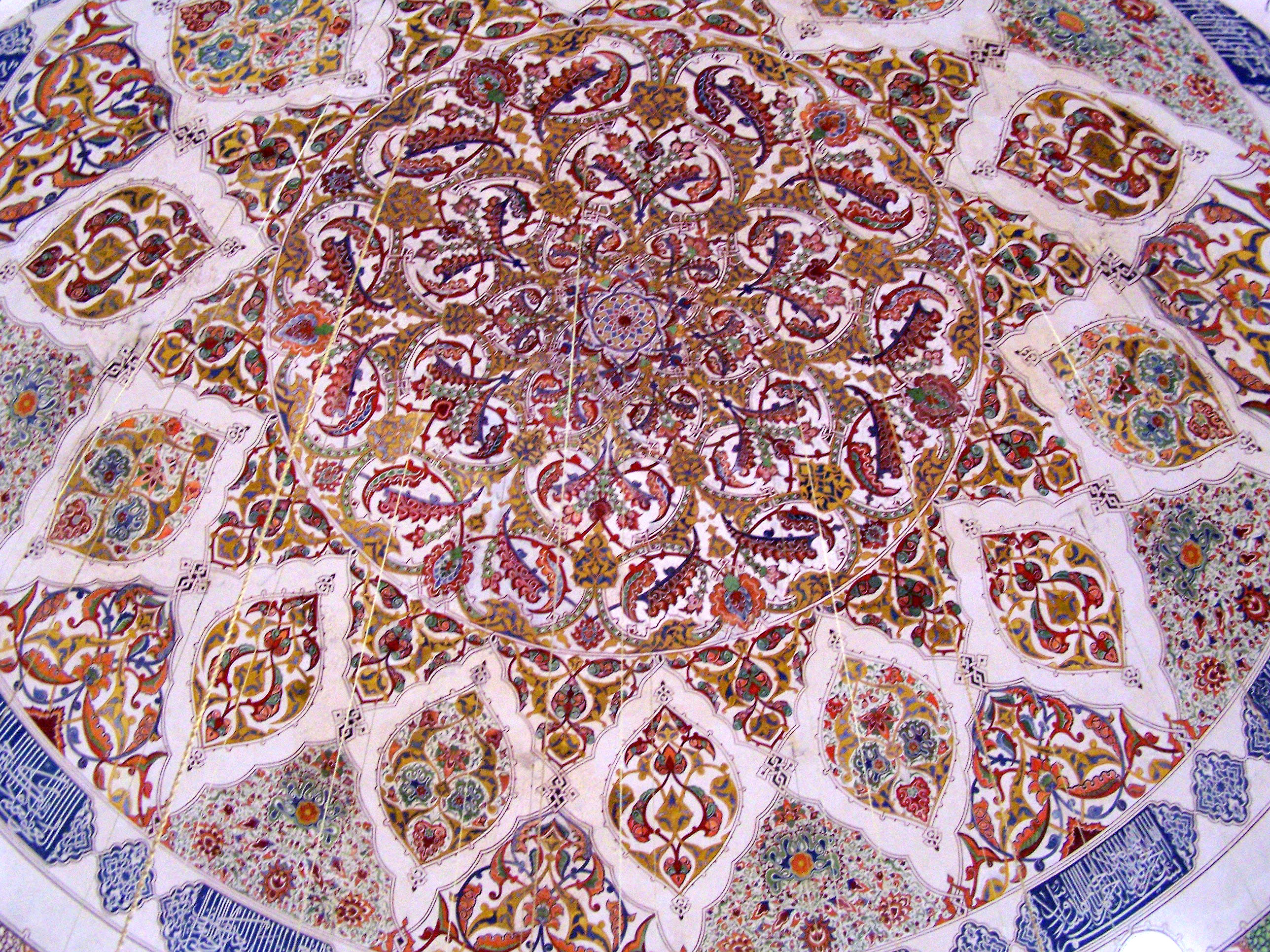